# Leptodrassus algericus
Leptodrassus algericus är en spindelart som beskrevs av Raymond Comte de Dalmas 1919. Leptodrassus algericus ingår i släktet Leptodrassus och familjen plattbuksspindlar.
Artens utbredningsområde är Algeriet. Inga underarter finns listade i Catalogue of Life.